# Crawford Long
Crawford Williamson Long (Danielsville, 1 de novembro de 1815 – 16 de junho de 1878) foi um médico e farmacêutico norte-americano. Foi Crawford que fez a primeira cirurgia (1842) com anestesia, tendo utilizado como anestésico o éter.

## Vida e trabalho

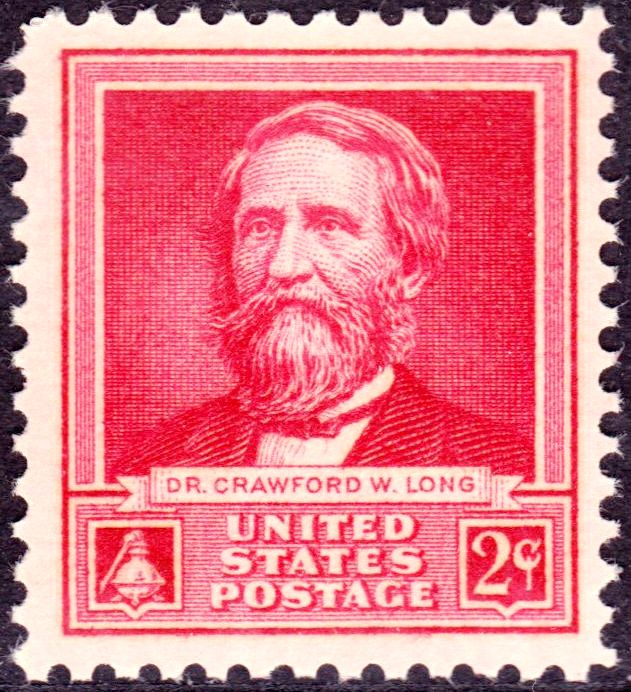
Selo postal americano da Crawford Long

Long nasceu em Danielsville, Condado de Madison, Geórgia, em 1 de novembro de 1815, filho de James e Elizabeth Long. Seu pai era senador estadual, comerciante e fazendeiro, e deu ao filho o nome de seu amigo próximo e colega, o estadista da Geórgia William H. Crawford. Com a idade de quatorze anos, ele se formou na academia local e se candidatou à Universidade da Geórgia em Atenas. Foi aqui que ele conheceu e dividiu um quarto com Alexander Stephens, futuro vice-presidente dos Estados Confederados da América durante a Guerra Civil Americana. Em 1835, ele recebeu seu diploma AM. Ele começou seus estudos no Transylvania College no outono de 1836 em Lexington, Kentucky. Aqui, Long pôde estudar com Benjamin Dudley, um cirurgião reverenciado. Ele observou e participou de muitas cirurgias e notou os efeitos de operar sem anestesia. Long foi transferido para a Universidade da Pensilvânia, na Filadélfia, após passar apenas um ano no Transylvania College, e foi exposto a algumas das tecnologias médicas mais avançadas da época.
Após um estágio de 18 meses em Nova York, Long voltou para a Geórgia. Ele assumiu uma prática médica rural em Jefferson, Condado de Jackson, em 1841. Depois de observar os mesmos efeitos fisiológicos com o éter dietílico ("éter") que Humphry Davy descreveu para o óxido nitroso em 1800, Long usou o éter pela primeira vez tempo em 30 de março de 1842, para remover um tumor do pescoço de um paciente, James M. Venable. Ele administrou éter sulfúrico em uma toalha e simplesmente fez o paciente inalar. Ele realizou muitas outras cirurgias usando essa técnica durante os anos seguintes, introduzindo a técnica também em sua prática obstétrica. Long posteriormente removeu um segundo tumor de Venable e usou éter como anestésico em amputações e partos. Apesar de seu uso contínuo do anestésico com éter, Long não publicou imediatamente suas descobertas. Os resultados desses ensaios foram publicados em 1849 no The Southern Medical and Surgical Journal. Uma cópia original desta publicação está mantida na U.S. National Library of Medicine.
Crawford Long foi membro da Demosthenian Literary Society enquanto estudante na Universidade da Geórgia. Long também era primo da lenda ocidental, Doc Holliday, e pode ter operado o lábio leporino de Doc.

Em 16 de outubro de 1846, sem saber do trabalho anterior de Long com éter durante a cirurgia, William T. G. Morton administrou anestesia com éter diante de uma audiência médica no Hospital Geral de Massachusetts em Boston, Massachusetts. Seu trabalho foi publicado na edição de dezembro de 1846 do Medical Examiner, que alertou Long para esta outra afirmação. Além disso, a edição de janeiro de 1847 do editorial apresentava mais evidências e experimentos de eterização. Embora Long tenha informado vários colegas cirúrgicos que administraram éter de maneira semelhante em seus consultórios e realizaram seis cirurgias adicionais desde sua descoberta inicial, Morton é geralmente creditado com a primeira demonstração pública de anestesia com éter. Depois que esses artigos apareceram, Long começou a documentar os detalhes de seus experimentos, coletando contas de pacientes e autenticando suas cartas. Ele relatou suas próprias descobertas ao Medical College of Georgia em 1849. Enquanto estava em Augusta, ele soube de dois médicos adicionais reivindicando o éter - Charles Jackson e Horace Wells. Foi nessa época que suas descobertas foram finalmente publicadas. Um trecho de sua primeira publicação, tratando da polêmica, está abaixo:
Uma controvérsia logo surgiu entre os Srs. Jackson, Morton e Wells, a respeito de quem tinha direito à honra de ser o descobridor dos poderes anestésicos do éter, e um tempo considerável se passou antes que eu pudesse determinar o período exato em que seu primeiro operações foram realizadas. Aferindo este fato, por negligência, permiti agora passar um tempo muito mais longo do que planejei, ou do que meus amigos profissionais com quem aconselhei; mas como nenhum relato foi publicado (até onde fui capaz de averiguar), da inalação de éter sendo usado para prevenir a dor em operações cirúrgicas já em março de 1842. Meus amigos acham que eu estaria cometendo injustiça, não para notificar meus irmãos da profissão médica de minha prioridade do uso de éter por inalação na prática cirúrgica. 
Em 1854, Long solicitou a William Crosby Dawson, um senador dos EUA, que apresentasse suas alegações sobre a descoberta da anestesia com éter à atenção do Congresso. 
Casou-se por muito tempo com Caroline Swain em 1842 e juntos tiveram doze filhos, sete dos quais sobreviveram à idade adulta. A família mudou-se para Atlanta em 1850 e novamente para Atenas em 1851 para ficar mais perto de amigos e familiares. Aqui, Long e seu irmão Robert abriram um consultório particular e uma farmácia na Broad Street, em frente ao campus. Durante a Guerra Civil, ele se juntou a uma unidade da milícia em Atenas, mas nunca foi chamado para o serviço. Em vez disso, ele serviu lá como cirurgião para soldados de ambos os lados. Ele morreu de um acidente vascular cerebral em 16 de junho de 1878, após ter ajudado num parto. Ele é enterrado ao lado de sua esposa no Cemitério Oconee Hill em Athens, Geórgia. Ao longo de sua carreira profissional, Long estava fortemente convencido de seu chamado para servir à humanidade. Ele disse que sua profissão era um "ministério de Deus" e que "sua maior ambição era fazer o bem e deixar o mundo melhor com seu trabalho".

## Legado
Long foi o primeiro anestesista obstétrico. Em 1845, ele fez sua esposa inalar enquanto dava à luz. Em 1849, Long anunciou sua descoberta em uma pequena revista local. No entanto, ele não recebeu um reconhecimento significativo até que Marion Sims, um cirurgião de Nova York, publicou o primeiro artigo importante sobre a contribuição de Long. Hoje, a maioria dos estudiosos concorda que Long realizou a primeira cirurgia bem-sucedida usando anestesia. Na verdade, Long administrou éter a 7 pacientes, nenhum dos quais sentiu qualquer dor durante as operações, vários anos antes da exposição pública de Morton em 1846.

Ele escreveu,
Permita-me dizer então que um dentista e um cirurgião de Boston, Massachusetts, estiveram no condado de Jefferson Jackson em 1842, 3 ou 4 e permaneceram por várias semanas. O dentista exerceu sua profissão e o cirurgião operou de estrabismo - sempre pensei que fosse provável que o dentista fosse Morton ou Wells, & que um conhecimento do meu uso do éter em operações cirúrgicas foi obtido naquela época. Não fui capaz de averiguar o nome do dentista, se você conhece a história do Dr. Wells, você pode ter certeza (sic) se ele viajou para o Sul na época mencionada."
Alegadamente, Long não publicou suas descobertas até 1849 por dois motivos. Em primeiro lugar, ele desejava confirmar os resultados de seus experimentos várias vezes antes de propagar suas idéias. Em segundo lugar, ele queria esperar para ver se outro médico se apresentasse para contrariar as alegações de Morton sobre a descoberta, um médico que potencialmente descobriu a anestesia antes de si mesmo. Depois de ler sobre a demonstração de Morton no Medical Examiner, Long começou a pedir a seus pacientes que apresentassem depoimentos corroborando sua descoberta. É quase certo que Long tenha descoberto os poderes anestésicos do éter antes que Morton demonstrasse ao público em geral sua capacidade de diminuir a dor durante a cirurgia, mas vários outros homens buscaram crédito por sua suposta contribuição conjunta para a cirurgia. Os homens incluíam Morton, Horace Wells de Hartford, Connecticut e Charles J. Jackson. Durante o que ficou conhecido como a "controvérsia do éter", os homens disputaram uma recompensa de US$ 200 000 do Congresso dos Estados Unidos. William Welch supostamente disseː
Não podemos atribuir a ele qualquer influência sobre o desenvolvimento histórico de nosso conhecimento da anestesia cirúrgica ou qualquer participação em sua introdução ao mundo em geral."  
Em 1879, um ano após a morte de Long, a National Eclectic Medical Association declarou que ele foi o descobridor oficial da anestesia. No funeral de Long, o Chanceler Andrew Lipscomb disse:
De pé aqui na presença de seus restos mortais, sou hoje apenas a voz da igreja, de seus irmãos profissionais e de toda a comunidade quando digo que na morte do Dr. Long, perdemos um homem excelente. Ele nada presumia e era totalmente sincero em aparência, tom, maneiras e ações; viveu com simplicidade, tratou a todos com cortesia e caminhou humildemente diante de Deus. Modesto até a beira da timidez, ele poderia ser severo e ousado, e totalmente esquecido de si mesmo, se a responsabilidade tivesse que ser enfrentada, ou o perigo enfrentado. Gentil, tolerante, fiel a todo instinto sábio, ele guardou o pacto do amor verdadeiro de um coração até que seus dias estivessem contados. Ele tinha força de vontade e resistência. Os pequenos heroísmos que constituem uma parcela tão grande da experiência de um médico, e dos quais o mundo sabe tão pouco, escreveu muitos parágrafos nos anais de sua vida. Devemos dar às virtudes viris da integridade cristã de Crawford Long uma morada onde muitos dos eleitos de nossas vidas já se reuniram."
Em 1879, a National Eclectic Medical Association declarou que Long era o descobridor oficial da anestesia. "Dia dos Médicos" é comemorado em 30 de março de cada ano, nos Estados Unidos, para comemorar as contribuições de Long.